# Idiocera laterospina
Idiocera laterospina là một loài ruồi trong họ Limoniidae. Chúng phân bố ở miền Cổ bắc.